# ハスロッホ
ハスロッホ (ドイツ語: Hasloch) は、ドイツ連邦共和国バイエルン州ウンターフランケン行政管区のマイン＝シュペッサルト郡に属す町村（以下、本項では便宜上「町」と記述する）で、クロイツヴェルトハイム行政共同体を形成している。この町は1305年に建設された。発掘調査では、石器時代や青銅器時代にはすでにこの地にヒトが定住していたことが示されている。第二次世界大戦の始まりまで、ハスロッホは農業の町であった。

## 地理

### 位置
この町は、バイエルン州のマイン＝シュペッサルト郡南西部、シュペッサルト山地周縁部のマインタールに位置し、バーデン＝ヴュルテンベルク州ヴェルトハイムの市区ベステンハイトの対岸にあたる。最高地点はクロスターヘーエ山頂の海抜 399 m、最低地点はマイン川沿いの海抜 134 m である。

### 水域
町内をハスロッホバッハ川が流れている。この川はハスロッホでマイン川に注ぐ。

### 自治体の構成
ハスロッホは、4つのオルト（地区）からなり、これらは2つのオルツタイル（行政上の地区区分）に分けられる。
- ハスロッホ
  - バルテルスミューレ
  - アイゼンハンマー
- ハッセルベルク

ゲマルクング（伝統的な地籍区分）はハスロッホとハッセルベルクである。

### 隣接する市町村
| アルテンブーフ （ミルテンベルク郡） | ショルブルン                          |                        |
| ファウルバッハ （ミルテンベルク郡） |                                       | クロイツヴェルトハイム |
|                                     | ヴェルトハイム （マイン＝タウバー郡） |                        |

- 郡名が明記されていない町村および地区はいずれもマイン＝シュペッサルト郡に属す。

## 地名

### 語源
地区名のハスロッホは、町内を流れるハスロッホバッハ川に由来する。

### 古い表記
この町は、様々な古地図や史料に以下のような表記で記されている。
| - 1305年 Hasilach - 1307年 Haselach - 1346年 Haslach - 1379年 Hassallach | - 1421年 Haseloch - 1443年 Hasslach - 1800年 Haßloch - 1897年 Hasloch |

## 歴史

### 自治体の成立まで
ハスロッホは1305年に初めて記録されている。1500年からフランケン帝国クライスに属していたレーヴェンシュタイン家のヴェルトハイム伯領は、伯領の他の部分とともに1806年の陪臣化によってアシャッフェンブルク侯国領となり、1814年にフランクフルト大公国の県としてバイエルン王国領となった。バイエルンの行政改革に伴う1818年の自治体令により現在の自治体が形成された。

### 行政史
1862年にベツィルクスアムト・マルクトハイデンフェルトが創設され、ハスロッホはその管轄下に置かれた。1939年、ドイツ国全土で「ラントクライス」（郡）の呼称が用いられることとなった。ハスロッホは、マルクトハイデンフェルト郡の47市町村の1つとなった。マルクトハイデンフェルト郡の廃止により、ハスロッホは1972年7月1日に新設されたミッテルマイン郡に編入された。この郡は10か月後に現在の「マイン＝シュペッサルト郡」に改名された。

### 両世界大戦
第一次世界大戦時、ハスロッホは攻撃による被害をほとんど受けなかった。戦争の影響は主に、多くの男性の戦争投入、食料品の価格上昇、拡大する配給制によって実感された。
第二次世界大戦でも貧困と飢餓がこの町を覆った。1945年の聖金曜日、ドイツ兵は退却に際して鉄道橋を爆破した。その後復活祭の日曜日にアメリカ兵が戦車で入城し、町の周辺のドイツ兵を探索した。大きな損害は生じなかった。ハスロッホは連合国の管理下に置かれた。当初兵士たちは旧火薬工場で起居したが、その後ヴェルトハイムの大きな兵舎に入居した。

### 町村合併
1974年7月1日、地域再編に伴い、それまで独立した町村であったハッセルベルクがハスロッホに合併した。

## 住民

### 人口推移
1988年から2018年までの間にこの町の人口は 1,431人から1,388人に43人、約 3 % 減少した。
- 1961年: 1,377人[5]
- 1970年: 1,502人[5]
- 1987年: 1,449人
- 1991年: 1,463人
- 1995年: 1,468人
- 2000年: 1,428人
- 2005年: 1,418人
- 2010年: 1,387人
- 2015年: 1,398人

### 宗教
ハスロッホは、宗教改革の導入以降プロテスタントが多数を占める、聖ヨハニス教会は、福音主義＝ルター派教会である。

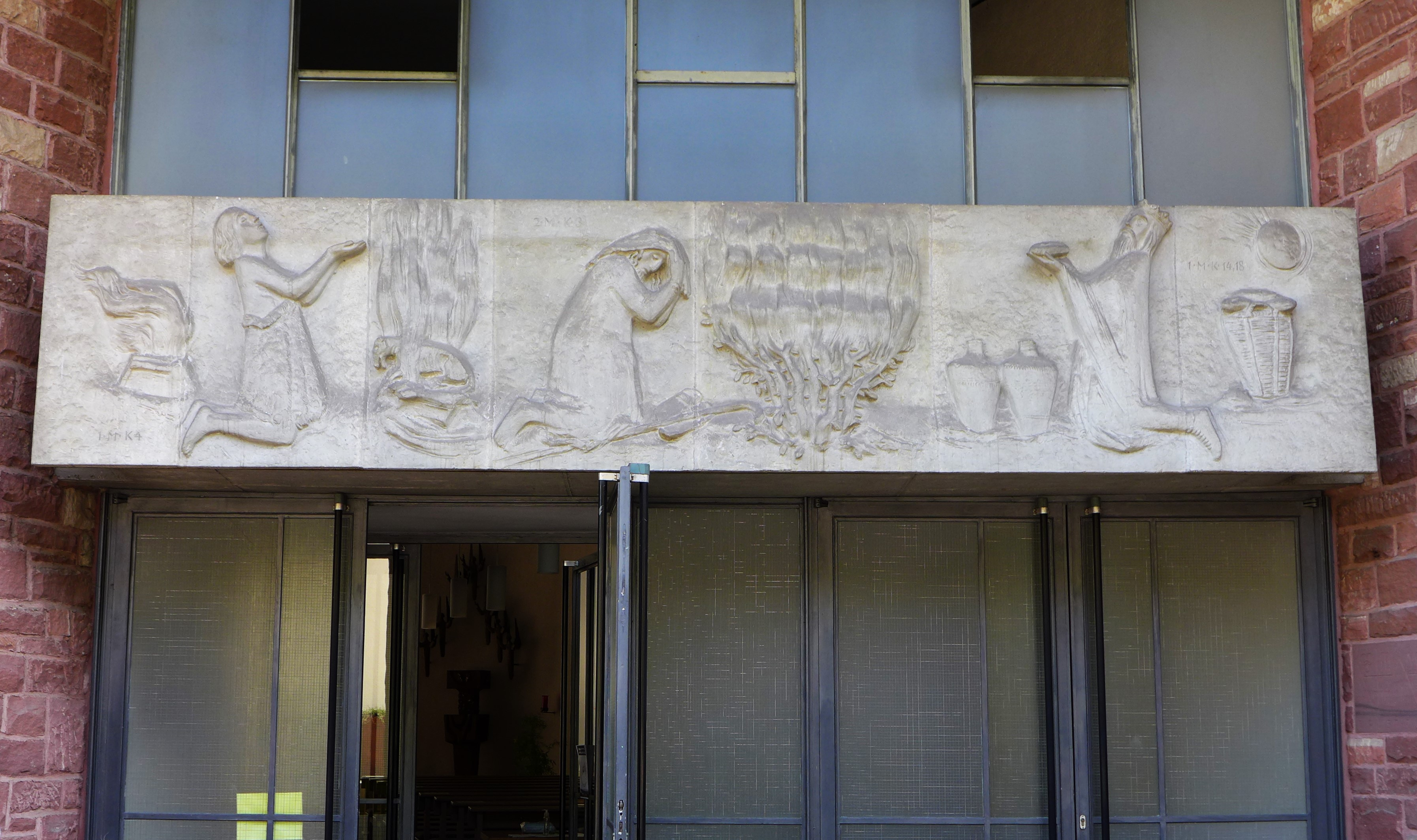
カトリックの聖ヨーゼフ教会入り口のレリーフ

カトリックの聖ヨーゼフ教会は、ハンス・シェーデルによって1956年から1958年に建設された教会堂で、部分的にル・コルビュジエのロンシャンの礼拝堂に似ている。この支教会は、それまで純粋な福音主義のシュペッサルトの町であったハスロッホに、ヴュルツブルク司教の請願によりカトリックの戦争難民のために建設された。建物は、角を丸めた三角形の基礎の上に建てられた戦後近代様式の鉄筋コンクリート＝片流れ屋根の建築で鐘楼を有している。この保護文化財に指定されている建物の外観は赤い砂岩で装飾されている。アプシス内には、戻ってきた救い主の像があり、長方形の窓の帯を介して間接的に照らされている。入り口の上には、アベルの犠牲、燃える茨の茂み、メルキゼデクの犠牲を描いたレリーフが掲げられている。燃えるような赤いコンクリートガラス窓は、1958年にインスブルックの芸術家マルクス・プラヒェンスキーによってロットヴァイルのガラススタジオ・デリクスで制作された。

## 行政

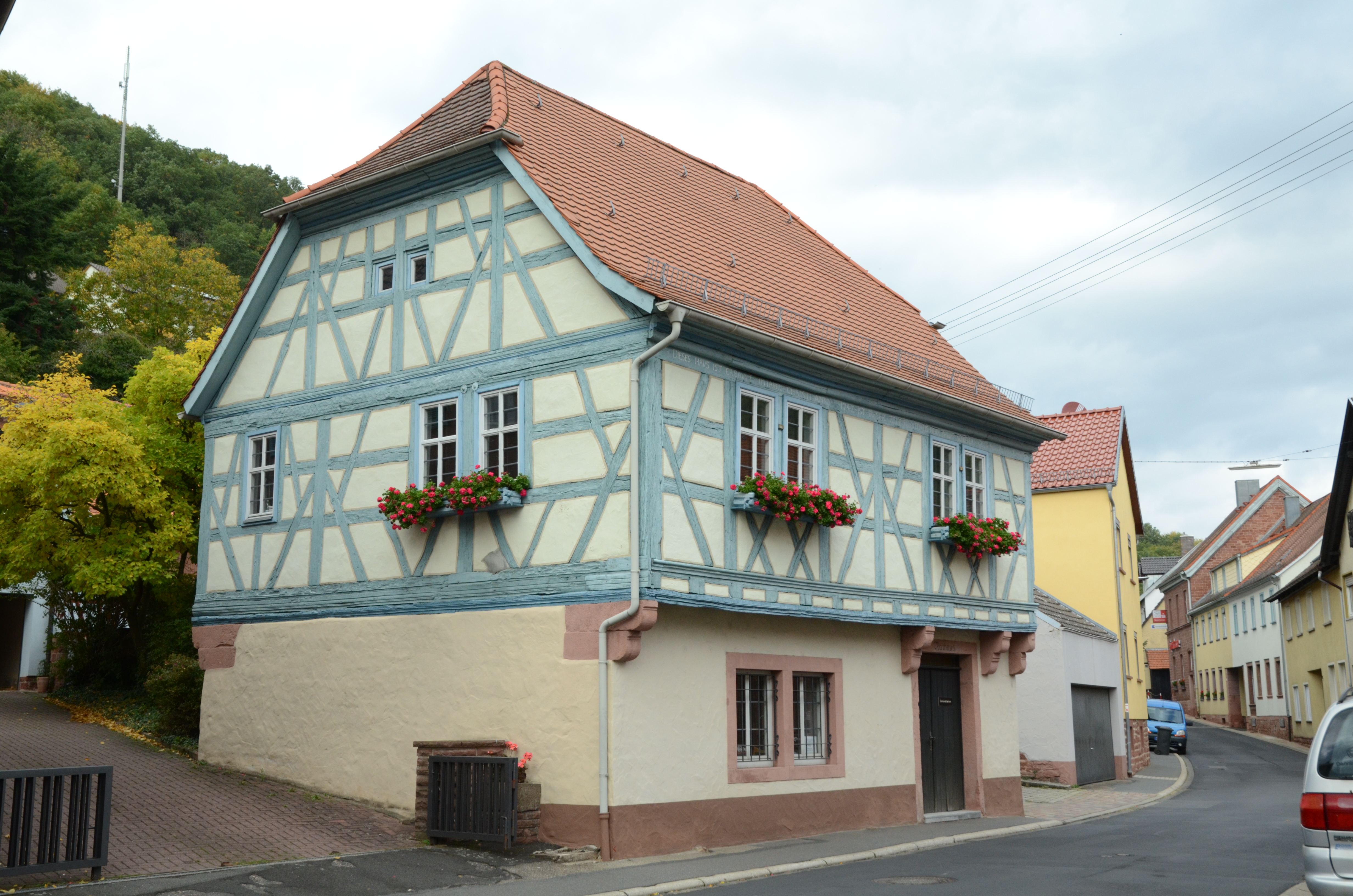
ハスロッホの町役場

### 議会
ハスロッホの町議会は12議席からなる。

### 首長
この町の町長はヴォルフガング・ハールマン (CSU/Freie Wählergemeinschaft) である。彼は2020年3月15日の選挙で 58.1 % の票を獲得して当選し、2002年から町長を務めていたカール・ハインツ・シェッファー (SPD/Freie Bürger) の後任として2020年5月1日に町長に就任した。

### 紋章
図柄: 青地。三角形に配置され、耳でつながった3羽の金色のウサギ。その上と下にそれぞれ1つずつ金の蕊を持つ銀色のバラが描かれている。

## 経済と社会資本

### 経済構造
公式統計によれば、2018年にこの町で働く社会保険支払い義務のある就労者は259人で、このうち164人が製造業、41人が商業および交通業に従事していた。この町に住む社会保険支払い義務のある就労者は559人であった。また、2016年にこの町には3軒の農家があった。

### 交通
ハスロッホには鉄道ミルテンベルク・ヴェスト - ヴェルトハイム線の駅があり、マイン川南岸にも貨物線がある。ハスロッホの近くにマイン川に架かる鉄道橋がある。町内を州道2315号線および2316号線が通っている。連邦アウトバーンのマルクトハイデンフェルト・インターチェンジは約 5 km の距離にある。
歴史的中核部の南西 1.5 km にハスロッホ港がある。

### 教育
この町には以下の教育施設がある（1999年現在）。
- 幼稚園: 定員75人に対して園児数56人（2019年現在）[13]。
- 基礎課程学校はクロイツヴェルトハイムにある[14]。

## 文化と見所

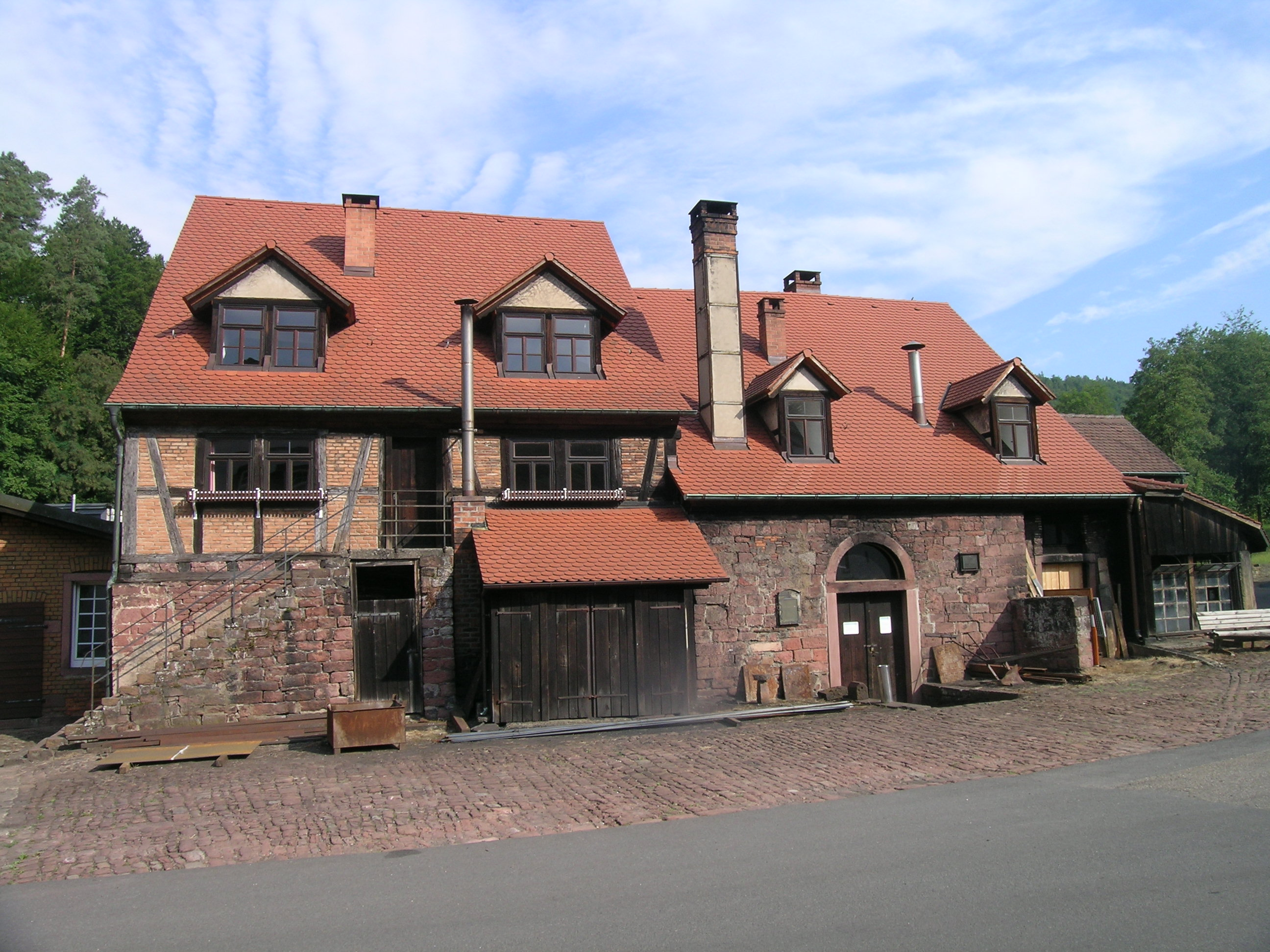
ハスロッホ鍛造所

### 見所
- 鍛造所: 1779年に建造された、領主館付属の鍛造所
- 福音主義＝ルター派教区教会
- カトリックの聖ヨーゼフ教会
- ハッセルベルク
- 森の中（ファルバッハ方面）のヘクセンシュタイン（直訳: 魔女の石）